# Brodiaeoideae
Las brodieóideas (nombre científico Brodiaeoideae) conforman una subfamilia de plantas monocotiledóneas nativas del sudoeste de Norteamérica y pertenecientes a la familia de las asparagáceas. Son hierbas perennes con una inflorescencia umbelada al final de un escapo, flores más bien pequeñas con tépalos más o menos connados y ovario súpero, pero carecen del olor aliáceo típico de estas últimas, además poseen cormos fibrosos en lugar de bulbos, y sus inflorescencias poseen muchas brácteas tanto internas como subyacentes, mientras que las aliáceas típicamente poseen dos. La familia fue reconocida por sistemas de clasificación modernos como el sistema de clasificación APG III. y ya había sido reconocida por el APG II, sistema que dejaba como opción su tratamiento como una familia separada de las asparagáceas denominada Themidaceae.

## Descripción
Son pequeñas plantas herbáceas, perennes y bulbosas que no superan los 30 cm de altura. Los tallos, cormos, son subterráneos y se hallan típicamente cubiertos por túnicas fibrosas que constituyen los restos de las bases foliares membranosas. No presentan el olor aliáceo característico de los miembros de la familia de las aliáceas (cebollas y ajos).
Las hojas son simples, con una vaina cerrada en la base y su forma es diversa, pudiéndose encontrar especies con hojas planas, teretes, fistulosas, aciculares, lineales o lanceoladas.
La inflorescencia tiene forma de umbela y se dispone en la extremidad de un escapo. La inflorescencia presenta brácteas por debajo de cada una de las flores, por lo que las mismas se interpretan como racimos condensados. Las flores son bisexuales, actinomorfas e hipóginas. El perigonio está constituido por dos verticilos cada uno compuesto por tres tépalos libres entre sí o más o menos unidos por sus bases formando un tubo. Los tépalos son similares entre sí tanto en forma como en coloración, por lo que el perigonio se denomina homoclamídeo. El androceo está compuesto por seis estambres libres entre sí y dispuestos también en dos verticilos. Los seis estambres pueden ser fértiles o tres de ellos pueden ser estériles, y entonces se los denomina estaminodios.
El gineceo es de ovario súpero, con tres carpelos fusionados entre sí que encierran tres lóculos, cada uno de los cuales lleva desde dos a numerosos óvulos con placentación axilar.
El fruto es una cápsula loculicida. Las semillas son ovoides, elipsoides o subglobosas, endospermadas, ricas en aceites y aleurona.

## Distribución
Distribuidas en Norteamérica desde el Sudoeste de Canadá a América Central.

## Evolución y filogenia
Los 10 géneros de Brodiaeoideae (Brodiaea, Androstephium, Bessera, Bloomeria, Dandya, Dichelostemma, Milla, Muilla, Triteleia y Triteleiopsis) conforman un grupo homogéneo —informalmente llamado complejo Brodiaea— que fue tratado en clasificaciones anteriores como una tribu —denominada Brodiaeae— dentro de la subfamilia Allioideae de las aliáceas. Los estudios moleculares y anatómicos posteriores indicaron que el grupo constituía un clado monofilético suficientemente diferente de los restantes miembros de las aliáceas como para ser excluido de esa familia y reconocido como una familia separada, a la que se denominó Themidaceae. No obstante, ulteriores estudios filogenéticos indicaron que este grupo de géneros se halla relacionado con la familia de las asparagáceas y, por esa razón en la actualidad se lo trata dentro de esa familia.
Brodiaeoideae pertenece al clado de las asparagáceas en sentido amplio. Un carácter morfológico que reúne a los miembros de este clado es la presencia de una inflorescencia racimosa. Dentro de Brodiaeoideae, el complejo Milla de México se sostuvo como monofilético dentro de un parafilético complejo Brodiaea del oeste de Norteamérica.
Cuatro grandes clados han sido identificados:
- (1) el complejo Milla;
- (2) Brodiaea, Dichelostemma, y Triteleiopsis;
- (3) Triteleia, Bloomeria, y Muilla clevelandii;
- (4) Androstephium y las demás especies de Muilla.

Estos clados bien definidos sugieren que los caracteres morfológicos (por ejemplo, un tubo del perianto expandido) que han sido tradicionalmente utilizados para circunscribir los géneros dentro del complejo Brodiaea han evolucionado independientemente al menos dos veces. Además, los patrones comunes de distribución biogeográfica (por ejemplo, Brodiaea y Triteleia teniendo centros de diversidad en el norte de California y el Noroeste del Pacífico) parecen ser el resultado de radiaciones evolutivas separadas.
Brodiaea sensu lato (s.l.) (que contiene a Brodiaea Smith, Dichelostemma Kunth, Triteleia Douglas ex Lindl.) ha sido un ejemplo clásico en biosistemática de evolución radiativa con poliploidía y un amplio rango de diversidad floral con variación en la posición de la flor y el color del perianto y la arquitectura, así como variadas elaboraciones del androceo (Moore 1953, Keator 1967, 1989, Niehaus 1971, 1980). Brodiaea s.l. posee un alto grado de endemismo ecológico, con especies muchas veces restringidas a floraciones, estanques, o terrazas marinas en islas fuera de las cosas en el sur de California y México. Raven y Axelrod (1978) consideraron a Brodiaea como uno de los géneros más importantes para comprender la evolución de la flora de California.

## Taxonomía
Las  afinidades de los doce géneros que forman el complejo Brodiaea fueron objeto de mucha controversia hasta el final del siglo XX. Salisbury los trataba como una familia a la que llamó Themidaceae. Otros colocaban a este grupo en un rango menor que el de familia en la clasificación taxonómica y por lo general fueron incluidas en Liliaceae, Alliaceae o Amaryllidaceae. Los estudios filogenéticos confirmaron las sospechas de muchos botánicos de que este grupo no era afín a ninguna de estas familias y, en consecuencia, la  familia Themidaceae fue resucitada en 1996. Cuando el Grupo para la filogenia de las angiospermas publicó el sistema APG II en 2003, Themidaceae fue aceptada como una familia opcional para aquellos botánicos que deseaban  circunscribir familias en sentido estricto en el  orden de las Asparagales. Cuando el Sistema de clasificación APG III fue publicado en 2009, el complejo Brodiaea fue tratado como una subfamilia, Brodiaeoideae, dentro de la familia Asparagaceae en sentido amplio.
Uno de los principales debates en relación con la definición del género ha sido el de la presencia de "Brodiaea" en América del Sur. Aunque en 1896 John Gilbert Baker incluyó 45 especies de geófitos nativos de América del Norte y del Sur en el género, Robert Francis Hoover en 1939 definió a las especies de América del Norte como Brodiaea en sentido estricto y separó a las especies de América del Norte de las especies de América del Sur por la presencia de varios caracteres: pedicelos articulados, los bulbos recubiertos de fibras, varias brácteas abrazadas a la inflorescencia, un perianto tubular y la ausencia de olor aliáceo. Hamilton Paul Traub por su parte sugirió que las brodiaeas de América del Sur debían ser colocadas en los géneros Tristagma y Nothoscordum de las alióideas y que las brodiaeas y géneros relacionados de América del Norte debían ser dispuestos en la familia Amaryllidaceae, tribu Allieae, subtribu Brodiaeinae.

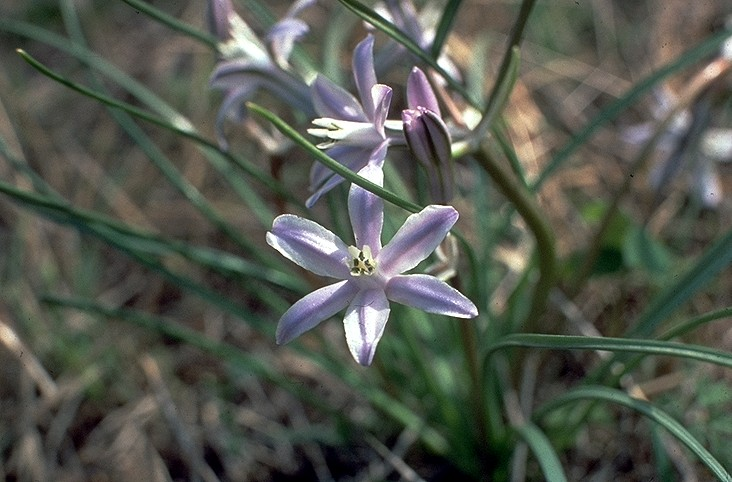
Androstephium caeruleum

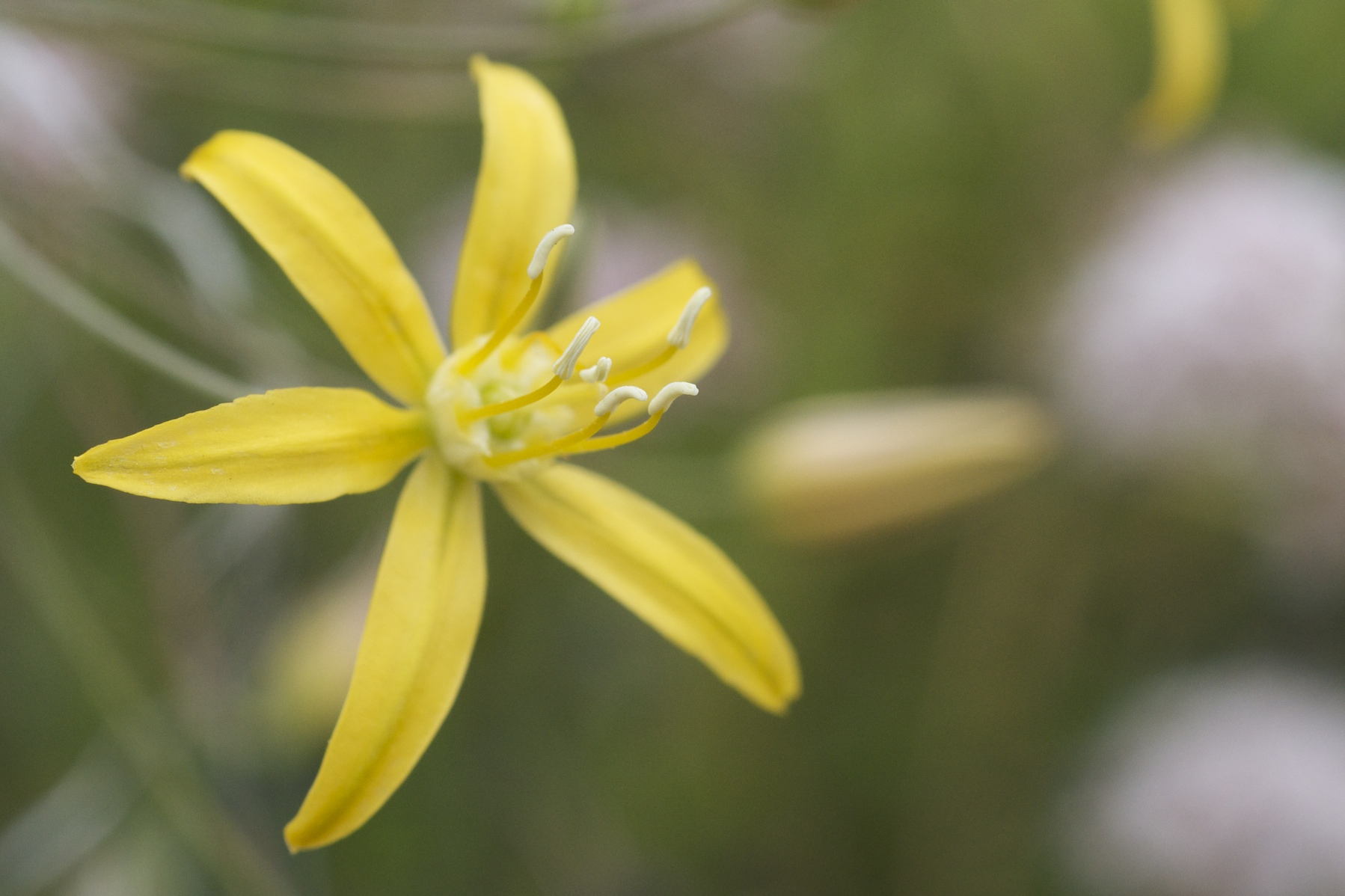
Bloomeria crocea

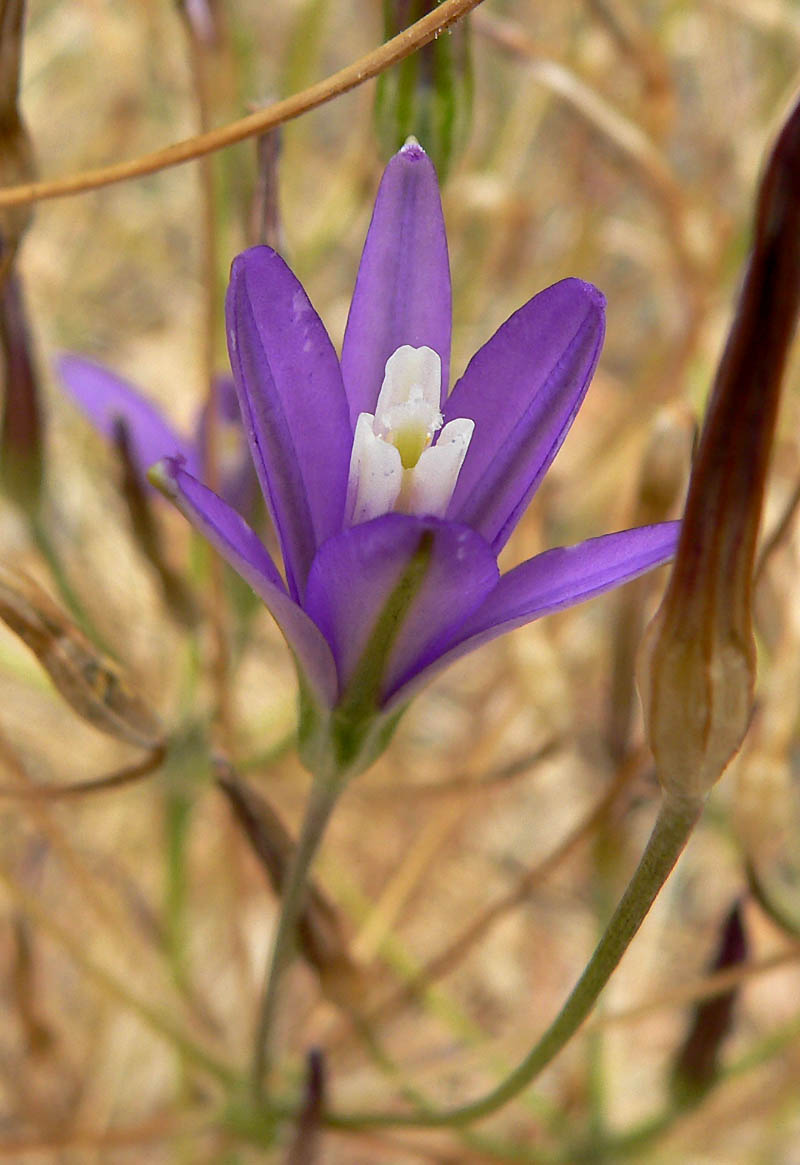
Brodiaea californica

A continuación se brinda un listado de los géneros de la subfamilia Brodiaeaoideae aceptados hasta junio de 2011, ordenados alfabéticamente. Para cada uno se indica el nombre científico seguido del autor, abreviado según las convenciones y usos, y la publicación válida. Finalmente, para cada género también se detalla el número de especies y su distribución geográfica.
- Androstephium Torr. in W.H.Emory, Rep. U.S. Mex. Bound. 2(1): 218 (1858). Incluye dos especies del oeste y centro de Estados Unidos.
- Bessera Schult.f., Linnaea 4: 121 (1829) (sin. Behria Greene). Comprende tres especies distribuidas en México.
- Bloomeria Kellogg, Proc. Calif. Acad. Sci. 2: 11 (1863). Agrupa a tres especies que se distribuyen desde California al noroeste de México.
- Brodiaea Sm., Trans. Linn. Soc. London 10: 2 (1811), nom. cons.. Agrupa 16 especies del oeste de América del Norte.
- Dandya H.E.Moore, Gentes Herb. 8: 266 (1953). Comprende cuatro especies de México.
- Dichelostemma Kunth, Enum. Pl. 4: 469 (1843) (sin. Brevoortia Alph.Wood). Incluye cinco especies que distribuyen desde el oeste de Canadá hasta Nuevo México.
- Milla Cav., Icon. 2: 76 (1793). Agrupa a diez especies distribuidas por el sudeste de Arizona hasta el sudoeste de Nuevo México y Guatemala.
- Muilla S.Watson ex Benth. in G.Bentham & J.D.Hooker, Gen. Pl. 3: 801 (1883). Comprende tres especies que habitan desde el sudoeste de California hasta México.
- Triteleia Douglas ex Lindl., Edwards's Bot. Reg. 15: t. 1293 (1830) (sin.: Themis Salisb.). Quince especies del sudoeste de Canadá hasta el sudoeste de Estados Unidos y la Isla Guadalupe.
- Triteleiopsis Hoover, Amer. Midl. Naturalist 25: 98 (1941). Género monotípico del sudoeste de Arizona hasta el sudoeste de Nuevo México.

## Importancia económica

### Etnobotánica
Desde las costas del noroeste hasta los desiertos del sureste, las denominadas «raíces» componían un alimento básico para los pueblos originarios en casi todas las regiones de California. Los bulbos de muchas especies de la subfamilia de las brodiaeóideas, como B. coronaria, T. hyacinthina y D. congestum, eran consumidos por los pueblos originarios de California, tales como las tribus wiyot, atsugewi, miwok y yana. Los obtenían cavando el suelo con palos de madera. Los miwok extraían los bulbos hacia principios de mayo, cuando los brotes recién aparecían sobre el suelo y cocinaban los bulbos en un horno de tierra. Los atsugewi hervían los bulbos en agua y, a veces, también los cocinaban en un horno de tierra. La actividad de excavación de plantas para la alimentación era en general tarea de las mujeres, pero también se organizaban partidas de recolección comunales para participar en cosechas excepcionalmente importantes. Los europeos que llegaron inicialmente a las costas de California denominaron a los cormos de estas especies «papas de indios» o «nueces del pasto». El primero de estos términos hace referencia a la actividad de búsqueda, recolección y utilización como alimento de los cormos por los diferentes pueblos aborígenes. La segunda denominación se refiere al parecido de las hojas de las diferentes especies de las brodiaeoideas con las gramíneas usadas como césped y a sus cormos comestibles. Después del contacto con los europeos, los recolectores indígenas comenzaron a utilizar una barra de hierro en punta con un mango de madera para excavar el suelo.

### Cultivo
La tendencia a florecer luego de que el follaje se seca hace a las brodiaeas un poco dificultosas para cultivar en el jardín tradicional. Por esa razón es mejor ubicarlas en el jardín entre plantas herbáceas perennes de pequeño porte, como iris enanos o algunas especies de Dianthus, o entre gramíneas ornamentales de lento crecimiento, como Festuca ovina o Deschampsia caespitosa.
La distribución más adecuada es en grupos de aproximadamente una docena de plantas apartados entre sí y dejando que cada grupo forme matas. Las semillas de la mayoría de las especies de Brodiaea se consiguen sólo en catálogos especializados. Conviene sembrar las semillas en macetas pequeñas, a resguardo de las heladas tras la germinación y dejar los pequeños bulbos en las macetas después de que el follaje se seca. Una vez que logran un tamaño adecuado pueden ser trasplantados al lugar definitivo en el jardín. La mayoría de las especies florecen al tercer año desde la germinación. Se multiplican por semillas muy fácilmente y se propagan por cormos que crecen al lado de los cormos originales.